# NGC 2998
NGC 2998 est une galaxie spirale intermédiaire située dans la constellation de la Grande Ourse. NGC 2998 a été découverte par l'astronome germano-britannique William Herschel en 1788.

## Caractéristiques
Sa vitesse par rapport au fond diffus cosmologique est de 5 000 ± 15 km/s, ce qui correspond à une distance de Hubble de 73,8 ± 5,2 Mpc (∼241 millions d'al).
À ce jour, une quinzaine de mesures non basées sur le décalage vers le rouge (redshift) donnent une distance de 59,047 ± 6,338 Mpc (∼193 millions d'al), ce qui est légèrement à l'extérieur des valeurs de la distance de Hubble. Notons cependant que c'est avec la valeur moyenne des mesures indépendantes, lorsqu'elles existent, que la base de données NASA/IPAC calcule le diamètre d'une galaxie et qu'en conséquence le diamètre de NGC 2998 pourrait être d'environ 64. kpc (∼209 000 al) si on utilisait la distance de Hubble pour le calculer.
La classe de luminosité de NGC 2998 est III et elle présente une large raie HI. C'est aussi une galaxie LINER, c'est-à-dire une galaxie dont le noyau présente un spectre d'émission caractérisé par de larges raies d'atomes faiblement ionisés.

## Groupe de NGC 2998
NGC 2998 est la plus grosse galaxie d'un petit groupe de trois galaxies qui porte son nom. Les deux autres galaxies du groupe de NGC 2998 sont NGC 3009 et UGC 5295 noté 0949+4305 (pour CGCG 0949.7+4305) dans l'article de Mahtessian.